# Chocho
Chocho (Chocholteca).- Indijanski narod iz grupe Popoloca nastanjen na sjeveru Oaxace (distrikti: Coixtlahuaca, Teposcolula, Tlaxiaco i Nochixtlán), Meksiko. Poznati i kao Chochones i Chocholtecas. Sami sebe nazivaju Runixa ngiigua 'oni što govore jezik', "los que hablan el idioma", ili 'Those Who Speak The Language.  Jezično su srodni plemenima Ixcatec i Popoloca.
Chocho danas žive od poljoprivrede, kukuruz, grah i grašak se obavezno sade, također sakupljaju divlju hranu. Koze, piliće i purane drže zbog mesa. Najznačajniji ekonomski proizvod su im šeširi od palminih vlakana. –Odjeća im nije tradicionalna, nego tipična za meksičkog seljaka. Katolička vjera uveliko je zamijenila tradicionalna vjerovanja, ipak još se kod njih pričaju stare priče o bogovima i duhovima. 
Područje koje naseljavaju bogato je arheološko nalazište.

## Jezik
Jezik chocho Mechling (1912) svrstava u svoju 'porodicu' Mazatec.  Mason i Johnson ga kasnije klasificiraju u porodicu Popolocan. Ovim jezikom 1990. govori oko 7,000, Chocho Indijanaca.  Etnički su puno brojniji jer nisu uključena djeca do 5 godina kao ni veliki dio hispanizirane Chocho-populacije.

## Vanjske poveznice
- Chochos  Arhivirana inačica izvorne stranice od 7. lipnja 2007. (Wayback Machine)